# 雑穀
雑穀（ざっこく）（英: millet）とは、主穀ではない穀類の総称。生物学的分類ではなく農学的分類である。日本では「主穀」は基本的に米を指すが、麦を含めることも多いとされる。一般に米や小麦、大麦を除く穀類及び擬似穀類を「雑穀」とする。一方で「雑穀」に豆類を含めるかどうかについて分かれるなど曖昧さをもつ概念である。世界中で食糧や飼料として広く栽培されており、肥沃ではない土壌でも育つという長所がある。

## 雑穀の種類
雑穀は、狭義ではイネ科草本のキビ亜科に含まれる穀類を指すが、日本ではもっと広い意味を持ち、キビ亜科以外のイネ科穀物では、モロコシ属のソルガム、ハトムギも含まれ、大豆、小豆、菜豆（インゲンマメ）といった豆類、ソバ、キヌア等の擬似穀類、ナタネ（菜種）、ゴマ、ヒマワリ等の油糧作物他を含む。
1. イネ科雑穀類
  - キビ亜科
    - トウジンビエ（Pennisetum glaucum）：「クロキビ」の別名がある。
    - アワ（粟、Setaria italica）：黄色い種子で、粳（うるち）種と糯（もち）種がある。粳種は粟おこし、飴などに、糯種は粟餅や団子などに使われたり、米と一緒に炊かれたりする[5]。
    - キビ（Panicum miliaceum）：赤褐色の種子で、粳種と糯種がある。炊いたときの粘りが強く、黍餅や黍団子、菓子などに使われる[5]。
    - シコクビエ（Eleusine coracana）
    - ヒエ（稗、Echinochloa spp.）
    - スズメノコビエ（Paspalum scrobiculatum）
    - スマトラキビ（Panicum sumatrense）
    - ブラキアリア・デフレクサ (Brachiaria deflexa = Urochloa deflexa)￥）
    - ケニクキビ（Urochloa ramosa = Brachiaria ramosa = Panicum ramosum）
    - テフ（Eragrostis tef）
    - フォニオ（Digitaria exilis）

  - その他のイネ科雑穀
    - ソルガム：アフリカ原産でタカキビ、モロコシ、コーリャンともいう。大粒で弾力があり、米と一緒に炊くと赤飯のような色合いになる[6]。
    - ハトムギ：卵形の種子で、穀とと薄い皮に包まれている。精白して粥に炊き込んだり、製粉したものを団子やパンに使う。煎じたものがハトムギ茶になる[5]。
    - エンバク
    - ワイルドライス：マコモ属の水生植物アメリカマコモの実。米と混ぜて炊いたり、茹でてスープやサラダ、炒め物などに使ったりする[6]。
2. 豆類[注 1]
  - ダイズ（大豆）：最も消費量がある豆で、「畑の肉」の異名があり栄養価が高い。醤油や味噌などの加工食品の原料にもなる[8]。
  - アズキ：小粒のものを小豆、大粒のものが大納言とよばれる。あんこに使われることが多い[8]。
  - インゲンマメ：キドニービーンズや金時豆が代表種で、鮮やかな赤紫色の豆の品種が多いが、白色や斑入りもある。煮崩れしにくく、チリコンカンなどの煮込み、スープ、サラダなどに使われる[8]。
3. 擬似穀類
  - ソバ：タデ科植物の実で、三角形をしている。粉に挽いて打ち粉とし、麺を打って食べられている。実をそのまま汁物に入れたりする[6]。
  - キヌア：南米アンデス原産のアカザ科植物の種子で、粒が大きくて白っぽい。スープやサラダの具にしたり、粉に挽いて小麦粉と混ぜて使われたりする[6]。
  - アマランサス：中南米原産のヒユ科植物の種子。そのまま炊いたり、粉に挽いて麺やパン、菓子に混ぜて使われたりする[6]。
4. 油糧穀類
  - ナタネ（菜種）
  - ごま
  - エゴマ（種子）
  - アサ（種子）
  - ひまわり（種子）
  - カボチャ（種子）

## 生産の歴史
中尾佐助は『栽培植物と農耕の起源』で、バビロフやマードックらの研究を元に、紀元前5000年から4000年頃に西アフリカのニジェール川流域でマンデ族が行い、後東アフリカから東アジアへ伝播した農耕文化体系とし、栽培法が似ていることと、シコクビエと呼ばれる雑穀が、いわゆる稲作文化圏で栽培されていることから、「『稲作文化』という独立した農耕文化は存在しない」と主張している。また植物考古学者と呼ばれる専門的な考古学者も、遺跡から見つかった炭化した穀物の相対的な豊富さなどのデータによって、雑穀栽培は原始時代、特に中国北部と朝鮮半島では米よりも広く普及していたという仮説を立てている。
キビとアワは、中国の新石器時代初期には重要な作物であった。例えば、中国における雑穀栽培の最古の痕跡は磁山（北部）と河姆渡（南部）において発見されている。磁山時代は紀元前7000年から5000年と推測され、竪穴建物、貯蔵用の穴、土器、農耕に用いられたと考えられる石器および炭化したアワを含んでいる。4000年前の、アワとキビから作られた麺が入っている保存状態の良好なボウルが、中国の喇家遺跡で見つかった。なお、収穫したキビを基準に重さの単位が作られ、やがてこれが通貨の単位ともなった（「両」を参照）。
植物考古学者は、朝鮮半島において、中期櫛文土器時代（紀元前3500から2000年頃）と推定される雑穀農耕の痕跡を発見している。雑穀は、無文土器時代（紀元前1500から300年頃）の集約的で複合的な農業においても引き続き重要な要素であった。キビやヒエなどの雑穀及びその原種は日本でも紀元前4000年以降の縄文時代に栽培されていた。デンマークのユトランド半島で見つかったHaraldskar Womanの分析に基づくと、少なくとも鉄器時代にはヨーロッパ北部でも雑穀が利用されていたようである。
雑穀に関する主要な研究は国際半乾燥熱帯作物研究所および米国農務省農業研究局によって行われている。

## 現代における雑穀の利用
雑穀は、世界中の乾燥地及び半乾燥地における主要な食物資源である。国連食糧農業機関（FAO）によると最大の生産国はインド（2021年で1321万トン）で、同国の提案により国連は2023年を「世界雑穀年」とした。
西インドでは、その地域の主食である平らなパン（ロティ）を作るために、何百年間もの間、よく雑穀の粉（グジャラート語とマラーティー語で「バジャン」）をジョワル（ソルガムをマラッタ語でジュワンと呼ぶ）と一緒に用いてきた。例えば蘭嶼のタオ族や東アフリカの様々な民族などいくつかの文化において雑穀は、ソルガムと共に伝統的に雑穀酒を醸造するのに重要な作物であった。
雑穀は、バルカン半島の国々においてボザという発酵性の飲み物を作るのに使われている。
雑穀粥は伝統的なロシア料理である。甘くして食されたり（調理過程の最後に牛乳と砂糖を加える）、塩味にして肉や野菜のシチューと共に食べられたりする。
セリアック病の患者は、その食生活において、朝食シリアルを含む様々な形態である種の穀物を雑穀利用で置き換えることがある。雑穀はソバ、米、キヌアの代替としてもレシピの中でしばしば用いられる。
日本ではかつて重要な主食穀物で、全国各地から米が集まる江戸を除けば雑穀を主食とする傾向にあったが、昭和期に米が増産されるとともに消費と栽培が廃れた。現代の日本では、家畜、家禽、ペット（ハムスター、小鳥など）の餌など飼料用としての利用が多いが、最近になり優れた栄養価をもち、また食物繊維も豊富なことから健康食品として見直されつつあり、五穀米や十穀米など食用として利用されつつある。需要が増えてきたが生産量は少ないため、米よりも高価格帯で取引されている。増加しつつある米や小麦に対する食物アレルギーの患者のための主食穀物としての需要も期待されている。

## 栄養
雑穀のタンパク質含有はコムギと非常に似ている。どちらも重量の約11%のタンパク質を含有している。
雑穀はビタミンB群、特にナイアシン、B17、B6や、葉酸、カルシウム、鉄分、カリウム、マグネシウム、亜鉛が豊富である。雑穀はグルテンを含まないため、酵母で膨らませるパンには向かない。しかしコムギやキサンタンガムと混ぜれば（セリアック病の患者のために）、酵母で膨らませるパンに使うことができる。平らなパンに向いている。
どの雑穀も麦と近縁種ではないので、セリアック病や他の小麦に対するアレルギーや過敏症のある人に適する食べ物となっている。しかし、甲状腺ペロキシダーゼを抑制するので、甲状腺の病気がある人は大量に摂取するべきではないだろう。

## 調理

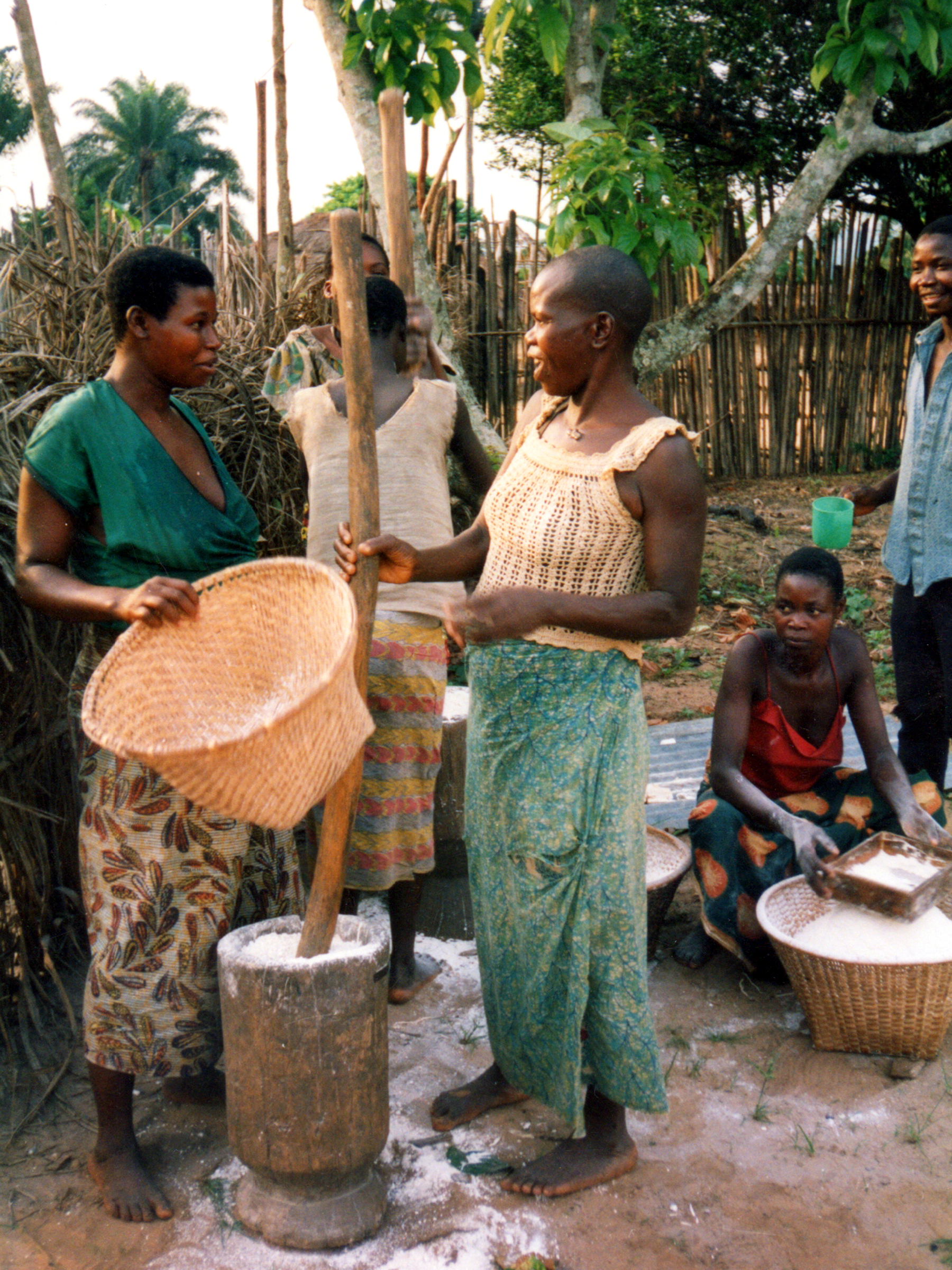
コンゴ民主共和国でのフフ作り

基本的な準備は、雑穀を洗って、特徴的な匂いがするまで動かしながらから煎りすることである。そして2カップの雑穀に対して砂糖か塩と共に5カップの湯を加え、ふたをして弱火で30分から35分間煮ると粥が出来る。
西アフリカのサハラ砂漠以南にあたるサバンナ農耕文化圏では、雑穀を製粉し、湯取り（熱湯で煮る）の後、団子や餅にする調理法が一般的である。中尾佐助『料理の起源』によれば、日本では炊飯の方法に「湯を沸かし　沸騰したら研いだ米を入れる。米に火が通ったら余った煮汁を捨て、蓋をして弱火を蒸らす」という方式「湯取り」があるが、これは元々ヒエなどの雑穀を飯に炊く際の方式だった。福井県白峰村ではかつて白山の山麓一帯に焼き畑が営まれ、村民は焼き畑で収穫されたヒエを主食としていた。ヒエを飯に炊く際は鍋に湯を沸かしてヒエの実を入れ、ゴロギャという棒でかき回した上で蒸して飯にした。白峰村の村民が山を下って里で米の飯を振舞われても「蛆の煮たのを食べるようでうまくない」と語ったそうである。
また、西アフリカの代表的料理フフのような、穀物を煮て、臼と杵で搗いて荒く製粉し、固めに煮て餅状にする調理法もある。